# Kilburn (Derbyshire)
Kilburn – wieś w Anglii, w hrabstwie Derbyshire, w dystrykcie Amber Valley. Leży 10 km na północ od miasta Derby i 189 km na północny zachód od Londynu. Miejscowość liczy 3794 mieszkańców.